# 火拼時速3
《尖峰時刻3：巴黎打通關》（英語：Rush Hour 3）是一部武術動作冒險電影，為尖峰时刻系列的第三部電影，電影再度由成龍以及克里斯·塔克攜手合作，這是他們繼《火拼時速》（1998年）、《火拼時速2》（2001年）後第三度合作。
電影于2006年5月7日发布预告，2006年7月4日開拍，在洛杉磯和巴黎拍攝。電影於2007年8月9日开始在世界各地上映。但没有在中國大陸上映，官方宣稱為2007年進入內陸的好萊塢電影過多。

## 劇情
在成功救出中國外交官女兒的三年後，2001年，占士·卡特因為多起烏龍逮捕被降級為交通警察，在美國洛杉磯的街道指揮交通。而香港警察總李督察則是負責已晉升為中国驻美国大使的韓索隆的安保，韓大使出席的國際刑事法庭大會，強調打擊三合會的重要性。
主席瑞納請韓大使提出對付中國黑幫「三合會」的辦法，正當韓大使要說出「三合會」最大的祕密「煞星」（Shy Shen）時，突然「砰」的一聲槍響，韓大使應聲倒地，導致附近街道上的許多人陷入驚恐。李督察追到了那名射手，但當他發現槍手是他兒時的養兄弟健二的時候，他猶豫不敢開槍射健二時，卡特開車衝過來，差點撞到李，結果讓健二跑了。
之後李和卡特前往罗纳德·里根加州大学洛杉矶分校医疗中心，得知韓大使沒有被打中心臟，會完全康復。而已經長大成為少女的韓大使女兒，韓素陽，來到醫院並讓李督察和卡特承諾要抓到是誰開槍的幕後黑手。她接著告訴李督察和卡特，她的父親在事發前兩週給了她一個包含關於三合會重要信息的信封，放在她任教的唐人街武術學院的櫃子裡。李和卡特趕到武術學院，從師傅得知已經有一群持槍的黑幫分子搶先一步。並告訴李和卡特，父女兩人正面臨危險，於是他们急忙返回醫院。
當兩人趕到醫院時，發現醫院裡冷冷清清的，除了素陽外，只有一位護理師在場。素陽告訴他們，所有的警員都被叫去其他地方了。不久，一批刺客湧入醫院，意圖除掉父女倆人。Lee和卡特靠著巧妙的配合，加上素陽的幫忙，成功將他們打倒，並截住了刺客頭目。沒想到這名刺客竟然只說法語。好在有修女Agnes幫他們翻譯，但刺客故意利用粗話和翻譯過程的時間差來拖延時間。使得整個對話只得知他們跟素陽、Han都被三合會列為要消滅的對象。卡特因此失去耐性，掏出槍抵住刺客的太陽穴，迫使他提供有效訊息。修女繼續進行同步翻譯，最終在卡特的壓力下，刺客透露了一個位於法國的關鍵地址和一個神秘名字“Geneviève”。為了保護素陽，他們帶她到法國大使館，並請大使瑞納照看她。但一場汽車炸彈爆炸事件，讓Lee和卡特認定，他們必須親自到巴黎查清真相。
當LEE和卡特抵達巴黎，他們驚覺自己的行李被扣押。兩人還在驚訝之中，法國國土情報監測部門的局長突然帶領一批人上前，不給他們任何解釋的機會，就把他們帶到機場的審問室。
在審問室裡，被手銬吊著的LEE和卡特被用厚重的書本進行拷打，逼迫他們坦白來巴黎的真正目的。LEE堅持說他們只是來巴黎度假。但局長以發現卡特隨身攜帶的手槍打臉他。隨後，局長戴上橡膠手套，然後神祕地對他們表示：“歡迎來到巴黎。”這時，LEE意識到事情可能會變得非常糟糕。經過一段不愉快的“歡迎儀式”後，LEE和卡特終於被釋放。兩人摀著自己的屁股，跛腳跛腳地離開機場。
兩人上了一輛計程車。而司機佐治因為反美堅決不想載卡特，說美國人真的讓他受不了，因為他們是“全世界最暴力的”。卡特掏槍逼佐治帶他們去三合會的藏身地，那地方偽裝成一家紳士俱樂部。在那，Lee打敗了名叫Jasmine的三合會刺客，同時卡特撞見了一位神秘的美女。但他們兩人很快就被趕了出來，還被三合會捉住了。他們雖然逃了出來，但因為Lee和健二之間的事情而有了摩擦。當卡特一走，瑞納就現身了。Lee問煞星是誰，但瑞納說，煞星不是個人，而是一張列有三合會頭目的名單。後來他們知道，有人知道煞星在哪，那人竟然是Geneviève，就是卡特在俱樂部碰到的那位女士。於是，Lee和卡特開始找她。
當兩人碰上Geneviève之後，他們從三合會的刺殺手中救了她，然後急忙逃回旅館。但Jasmine又來襲，所以他們選擇到佐治家躲藏，這時佐治已經對美國有了滿滿的好感。Lee和卡特發現Geneviève不單只知道那份名單在哪，她自己就是那名單。按照老規矩，三合會的十三大頭目名字都被刺在她頭的後面。Geneviève告訴他們，如果三合會抓到她，她的頭會被砍下，並且埋葬。
當Lee和卡特帶著Geneviève去見瑞納時，他讓Geneviève展示那名單。這時Lee發現到，他們之前從沒說過Geneviève就是名單。在Geneviève將被殺的關頭，LEE趕緊拿起剪刀挾持瑞納，讓手下放下槍。後來，瑞納才坦白，自己跟三合會一直有勾結。接著，健二打電話來說，他抓到了素陽，要Lee在半夜12點到儒勒·凡爾納用Geneviève跟他交換素陽。
Lee和偽裝成Geneviève的卡特來到交換地點，艾菲爾鐵塔的儒勒·凡爾納餐廳。兩人劍戰中，Lee和健二從塔上掉下來，被安全網給接住。健二的劍割破了安全網，導致兩人都緊緊抓住網，努力不要掉下去，安全網撐不起兩人重量。但是Lee仍然抓住健二的手，想救他。但健二為了救了Lee選擇放手，也因為健二的犧牲，Lee才能飛到了一個鷹架上。
與此同時，卡特一個人打敗了其他的三合會手下，卡特在高空的建築上，頂著懼高的風險，勇敢地上前試圖拯救素陽。正當他集中精神時，突然一聲巨響，Jasmine破窗而入，打破了原本的平靜。她神秘地看著卡特，說：“你想聽一個秘密嗎？”在卡特還沒有反應過來之前，Jasmine狡猾地一拉繩子，立刻破壞了素陽的平衡。素陽驚叫著，幾乎要從高空墜下。卡特瞬間伸手抓住了素陽和繩子，用盡全力保持她的平衡。在這危急的時刻，他用力盪回，素陽順勢一腳將Jasmine踢進了旁邊轉動的輪子輻間。驚恐的Jasmine在逃生無門的情況下，慘遭轉動的輪子夾死。
Lee和卡特與素陽會合時，兩名三合會成員趕到。Lee迅速將素陽送下電梯，然後與卡特一起引開追兵。Lee藏匿在一面法國國旗後，而卡特則躲藏在別處。為了轉移敵人注意力，卡特製造聲響，讓Lee有機會用國旗作為掩護從高處降下。Lee先擊倒一名敵人，然後破壞另外一位的重心，為卡特創造使用泰山壓頂的機會。當敵人試圖拾起槍時，卡特用國旗將槍拉高，然後出拳擊倒對方。
這時，一陣強風將卡特連同國旗捲上天空飛出去，Lee及時拉住他。但隨著更多三合會成員趕到，Lee不得不叫卡特一起用法國國旗作為臨時降落傘逃脫，飄降至投卡德侯花園的華沙噴泉中。但不幸的是，他們上岸時遭到瑞納的攔截，他挾持了Geneviève，威脅要殺了她，然後用職位權勢把罪名嫁禍到Lee和卡特身上。卡特試圖上前干預，但瑞納準備先射殺他。隨著一聲槍響，卡特驚訝地發現中彈的是瑞納。瑞納踉蹌了幾步後跌入水池，水面開始染紅。這時，兩人才發現是佐治開的槍。佐治表示他一直在跟蹤他們，並宣布案子結束。
當三合會被制伏後，自大的局長宣稱“我們”成功了，這個邀功引起卡特的不滿，Lee還抱怨自己之前在機場遭受的不愉快經歷。局長試圖強調美法合作的重要性，說他們可以做任何事。為了真正展現什麼叫做團結，卡特和Lee同時出拳打暈了局長，兩人跳著《War》的節奏離開了現場。

## 角色
| 演員          | 角色            |
| 成龍          | 李督察          |
| 克里斯·塔克   | 詹姆士·卡特警探 |
| 真田廣之      | 健二            |
| 工藤夕貴      | 茉莉            |
| 麥斯·馮·西度  | 瑞納            |
| 伊萬·阿達勒   | 佐治            |
| 張靜初        | 韓素陽          |
| 诺米·勒努瓦   | 珍納            |
| 馬泰          | 韓大使          |
| 羅曼·波兰斯基 | 雷維警探        |
| 莎拉·夏希     | 佐伊            |

## 票房收入
- 預算 - $140,000,000
- 開畫票房收入 - $49,100,158
- 美國總收入 - $140,125,968
- 海外總收入 - $117,896,265
- 全球總收入 - $258,022,233

## 續集
2023年10月21日，在睽違15年後，《尖峰時刻》系列被证实即将推出第四集续作，克里斯·塔克在最近的访谈中透露自己肯定会参演，令眾多粉絲引頸期盼。